# Bailey Simonsson

a Compétitions nationales et continentales officielles uniquement.

Bailey Simonsson, né le 18 février 1998 à Mona Vale (Australie), est un joueur de rugby à XIII australien au poste d'ailier ou d'arrière dans les années 2010. Il fait ses débuts en National Rugby League en 2019 avec les Raiders de Canberra avec lesquels il dispute la finale de la NRL en 2019.

## Palmarès
- Collectif : 
  - Finaliste de la Coupe du monde de rugby à neuf : 2019 (Nouvelle-Zélande).
  - Finaliste de la National Rugby League : 2019 (Canberra) et 2022 (Parramatta).

### En club
| Saison | Club             | Compétition           | Matchs | Points | Essais | Buts | Drop |
| ------ | ---------------- | --------------------- | ------ | ------ | ------ | ---- | ---- |
| 2019   | Canberra Raiders | National Rugby League | 21     | 32     | 8      | 0    | 0    |